# Иконников-Ципулин, Дмитрий Евгеньевич
Дмитрий Евгеньевич Иконников-Ципулин (31 января 1952, Мурманск, РСФСР, СССР — 27 февраля 2019, Москва, Россия) — советский и российский художник-график, член-корреспондент Российской академии художеств (2011).

## Биография
Родился 31 января 1952 года в Мурманске, жил и работал в Москве.
В 1981 году — окончил мастерскую плаката МГАХИ имени В. И. Сурикова, руководитель О. М. Савостюк.
С 1995 года — член Творческого союза художников России, с 1998 — Союза художников России, с 2003 — Московского Союза художников, с 2008 — член-корреспондент Международной Академии культуры и искусств.
В 2011 году — был избран членом-корреспондентом Российской академии художеств от Отделения живописи.
Дмитрий Евгеньевич Иконников-Ципулин умер 27 февраля 2019 года в Москве.

### Факты биографии
- был дружен с Ароном Люмкисом, Андреем и Владимиром Васнецовыми, чья рекомендация стала поводом для перевода с художественно-графического факультета МГПИ имени Ленина в МГАХИ имени Сурикова (при личной поддержке Е. А. Кибрика), сразу на второй курс;
- участвовал в большом морском походе штурманской практики Мурманского высшего мореходного училища (Мурманск-Архангельск-Мурманск), что стало основой для создания серии графических работ «Жизнь за полярным кругом», после чего окончательно перешел от плаката к станковой графике и живописи;
- провел персональную юбилейную выставку в ЦВЗ «Манеж» (при поддержке С. Ю. Каракаша и галереи ArsLongo), после которой получил предложение на творческую стажировку в Международном центре искусств в Париже в 2003, 2006, 2012 годах, результатом стало создание серии живописных работ и рисунков «Прогулки по Парижу»;
- собирал коллекцию старинных швейных машин, что послужило в дальнейшем созданию серии работ «Швея. Ткань времени» (2007).

## Творческая деятельность
Основные произведения: серия «Жизнь на девятом этаже» (1996—2000), серия «Город. Вход со двора» (2000—2005), серия «Средиземноморье. Среда обитания» (2005—2008), Серия «Швея. Ткань времени» (2008—2010), серия «Прогулки по Парижу» (2005, 2008).
Произведения находятся в собраниях музеев и в частных коллекциях в России и за рубежом.